# Cry Pretty (album)
Cry Pretty è il sesto album in studio della cantante statunitense Carrie Underwood, pubblicato il 14 settembre 2018 dalla Capitol Records Nashville.

## Antefatti e pubblicazione
Il 18 aprile 2018 Carrie Underwood ha annunciato il disco, affermando che «a questo punto della mia carriera, mi sento più forte e più creativa che mai. Penso che voi possiate sentirlo in questo nuovo album. È emozionante, pieno di sentimento, reale e anche divertente. Spero che tutti lo adorino tanto quanto io ho amato realizzarlo». Nonostante la lavorazione dell'album fosse già iniziata prima dell'incidente domestico di Underwood nel 2017, non ha potuto registrare brani fino al 2018 a causa delle sue lesioni alla bocca. La cantante ha scritto la title track dopo aver subito tre aborti spontanei in due anni, spiegando che «accadevano queste cose orribili nella mia vita, ma poi dovevo sorridere e fare interviste o servizi fotografici». Riguardo alle tracce più personali, ha dichiarato «sento di essere sempre stata brava a scrivere storie su altre persone ma non su me stessa. Mi sentivo come se attraverso tutti gli alti e bassi dell'anno scorso e l'inizio di quest'anno, era... dovevo. È proprio quello che avevo in mente e nel cuore».

## Promozione
È stato supportato da una tournée, il Cry Pretty Tour 360, che è iniziata il 1º maggio 2019 a Greensboro nella Carolina del Nord.

## Accoglienza
| Recensione           | Giudizio |
| -------------------- | -------- |
| The A.V. Club        | B+       |
| AllMusic             |          |
| Consequence          | B        |
| Entertainment Weekly | B+       |
| Exclaim!             | 6/10     |
| The Guardian         |          |
| Paste                | 6/10     |
| PopMatters           | 6/10     |
| Rolling Stone        |          |

Cry Pretty ha ottenuto recensioni prevalentemente positive da parte dei critici musicali. Su Metacritic, sito che assegna un punteggio normalizzato su 100 in base a critiche selezionate, l'album ha ottenuto un punteggio medio di 69 basato su undici critiche.

## Tracce
1. Cry Pretty – 4:07 (Carrie Underwood, Hillary Lindsey, Lori McKenna, Liz Rose)
2. Ghosts on the Stereo – 4:13 (Hillary Lindsey, Tom Douglas, Andrew Dorff)
3. Low – 3:31 (Carrie Underwood, David Garcia, Hillary Lindsey)
4. Backsliding – 4:37 (Carrie Underwood, David Garcia, Hillary Lindsey)
5. Southbound – 3:22 (Carrie Underwood, David Garcia, Josh Miller)
6. That Song That We Used to Make Love To – 3:35 (Hillary Lindsey, Jason Evigan)
7. Drinking Alone – 4:18 (Carrie Underwood, David Garcia, Brett James)
8. The Bullet – 4:10 (Marc Beeson, Andy Albert, Allen Shamblin)
9. Spinning Bottles – 3:16 (Carrie Underwood, David Garcia, Hillary Lindsey)
10. Love Wins – 3:48 (Carrie Underwood, David Garcia, Brett James)
11. End Up with You – 3:13 (Hillary Lindsey, Brett McLaughlin, Will Weatherly)
12. Kingdom – 4:34 (Carrie Underwood, Chris DeStefano, Dave Barnes)
13. The Champion (feat. Ludacris) – 3:42 (Carrie Underwood, Christopher Bridges, Chris DeStefano, Brett James)

## Successo commerciale
Cry Pretty ha debuttato in cima alla Billboard 200 con 266 000 unità di vendita, tra cui 251 000 copie pure, diventando il quarto album numero uno di Carrie Underwood e rendendola la prima donna ad aver accumulato quattro album di genere country al primo posto della classifica. Ha registrato il più grande esordio settimanale dell'anno per un'artista femminile e il più grande per un disco country da Kill the Lights di Luke Bryan del 2015. Nella medesima settimana la cantante è salita dal 61º al primo posto della Artist 100, diventando  la prima cantante donna country a conseguire tale traguardo. È risultato il settimo album più venduto del 2018 negli Stati Uniti, con 401 000 vendite pure totalizzate. L'album ha fatto il suo ingresso al primo posto anche nella classifica canadese con 28 000 unità distribuite, regalando a Underwood il suo terzo album numero uno nel paese.
Nella Official Albums Chart britannica il disco è entrato in 16ª posizione con 4 437 unità, segnando la terza top twenty consecutiva della cantante. Nella ARIA Albums Chart ha esordito al 4º posto, diventando il suo terzo album a raggiungere la top five della classifica.

## Classifiche

### Classifiche settimanali
| Classifica (2018) | Posizione massima |
| ----------------- | ----------------- |
| Australia         | 4                 |
| Belgio (Fiandre)  | 56                |
| Belgio (Vallonia) | 111               |
| Canada            | 1                 |
| Irlanda           | 40                |
| Nuova Zelanda     | 32                |
| Paesi Bassi       | 46                |
| Regno Unito       | 16                |
| Stati Uniti       | 1                 |
| Svizzera          | 36                |

### Classifiche di fine anno
| Classifica (2018) | Posizione |
| ----------------- | --------- |
| Stati Uniti       | 88        |
| Classifica (2019) | Posizione |
| Stati Uniti       | 140       |